# Avi (シンガーソングライター)
Avi（アヴィ 7月20日 - ）は、日本の男性チェリスト、ソングライター。福岡県北九州市出身。

## 来歴
TVに出演していたGACKTの歌を聴いて衝撃を受け、音楽に興味を持つ。14歳で母親に買ってもらったゲーム機を勝手に売り、エレクトリック・ギターを購入。同時に作詞作曲を始める。
20歳までGreenhill名義で活動。aviという名前は、家族とのカラオケでアヴリル・ラヴィーンを歌ったときの映像を見た母が「アヴィちゃんだ」と言ったことを思い出し、丁度以前の名前に飽きていたので名前を変えた。アマチュア時、東京・広島、他様々な旅先で路上ライブを行った。
ボイストレーニング教室に通っていたが授業料が払えず数回で退会。しかし短い期間で得た専門知識を活かし自身でボイストレーニング教室を開いた。広島市周辺で生徒を募集し、同世代のボーカリストを多く指導。東京移住のタイミングで廃業。現在は東京でスタジオなどを使って副業として経営。いくつかのボイストレーニング動画がYouTubeの「avi ひよこレシピ」で公開。
2019年3月、活動拠点を東京に移す。6月5日、デビューシングル『Everyday』をFill Entertainmentからリリース。7月、Ambrosius Erika結成。

## 人物
愛用ギターはギブソン・J-45。20歳の誕生日にクレジットカードを作り、届き次第すぐに限度額を全て使用して購入。ポップでキャッチーなメロディを作曲することが多かったが、2018年以降からはチェロとアコースティック・ギターを使いダークな曲調で作曲するようになった。本人曰く、「ダークな方が自分に合っている」。
作詞は英単語や比喩表現を多く使用。戦争・死などの比喩が多い。ライブではアドリブで演出をしたり、フェイクを多用。チェロ演奏でも同じ。MCは少なめ。影響を受けたアーティストはGACKT、hyde、玉置浩二、YUI、アヴリル・ラヴィーン、MIYAVI、マオ、 DIR EN GREY。
紫外線アレルギーのため紫外線に弱く、夏でも長袖を来たりサングラスをかけている。長時間日差しに当たると酷い蕁麻疹が全身に出たり、視力が低下したりする。
料理が得意。和食料理店での経験を活かしバンドメンバー・スタッフなどに料理を振舞うことがある。共感覚の持ち主。メロディや歌詞に色や味を感じる。作詞や作曲に利用することが多い。

## バンド活動
ソロのシンガーソングライターの活動と併行してバンド活動もしている。

### Dark Led Cinéma（DLC）
- 2019年2月頃から活動開始。
- メンバーは、Xing（Gt&Vo）、caOru（key）。
- 東京を中心に活動。2019年12月に活動休止。

### Ambrosius Erika
- 2019年時点で活動準備中。caOru（Vo）、フィンランド人のIris（Gt）が加入[6][7]。
- 2019年8月 Xingがベーシストとして加入。10月Irisが脱退。

## 作品

### シングル
|     | 発売日       | タイトル | 収録                | 規格 | 規格品番 |
| --- | ------------ | -------- | ------------------- | ---- | -------- |
| 1st | 2019年6月5日 | Everyday | 1. Everyday 2. days | CD   | FELD-001 |

### 自主制作
| 制作日    | タイトル | 収録                                                              | 規格 |
| --------- | -------- | ----------------------------------------------------------------- | ---- |
| 2016年2月 | 不明     | 1. Tomorrow 2. Fly 3. crowd 4. future 5. Your in my way 6. 月の光 | CD   |